# CM-2112
La CM-2112 es una carretera autonómica de segundo orden de la provincia de Guadalajara (España) que transcurre entre El Pobo de Dueñas y el límite con la provincia de Teruel por Orihuela del Tremedal. Pertenece a la Red de Carreteras de la Junta de Comunidades de Castilla-La Mancha.

## Trazado
La carretera CM-2112 une la localidad guadalajareña de El Pobo de Dueñas con el límite de las provincias de Guadalajara y Teruel, en el término municipal de Alustante. Tiene una longitud de 29,7 kilómetros y presenta un estado del firme en bastante buen estado.
Esta carretera, recientemente remodelada (los puentes que culminaron las obras fueron abiertos al tráfico el 15 de junio de 2009) se ha eliminado gran cantidad de curvas y se ha ampliado su anchura.

### Desvíos y accesos
| Kilómetro | Tipo de Enlace | Accesos      | Dirección                                     |
| --------- | -------------- | ------------ | --------------------------------------------- |
| 0         | Inicio         | N-211 GU-417 | Alcolea del Pinar, Monreal del Campo La Yunta |
| 0,5       |                | C/Plaza      | El Pobo de Dueñas                             |
| 6         |                | Setiles      |                                               |
| 7         |                | GU-967       | Tordellego, Adobes y Piqueras                 |
| 14        |                | GU-968       | Tordesilos, Ródenas y Peracense               |
| 25        |                | Alustante    |                                               |
| 26        |                | GU-969       | Alcoroches                                    |
| 27,6      |                | GU-963       | Motos                                         |
| 29,7      |                | A-2708       | Orihuela del Tremedal                         |